# Galata (distrikt)
Galata (bulgariska: Галата) är ett distrikt i Bulgarien.   Det ligger i kommunen Obsjtina Teteven och regionen Lovetj, i den centrala delen av landet, 90 km öster om huvudstaden Sofia.
I omgivningarna runt Galata växer i huvudsak lövfällande lövskog. Runt Galata är det glesbefolkat, med 15 invånare per kvadratkilometer.